# 백수명
백수명(白洙明, 1967년 3월 10일, 경상남도 고성군 ~ )은 대한민국의 제11대 경상남도의원이다.

## 학력
- 대성국민학교 34회 졸업
- 철성중학교 17회 졸업
- 고성종합고등학교 18회 졸업

## 경력
- 경상남도 고성군청 근무
- 고성군수 정무비서실장
- 바르게 살기운동 고성군 협의회 부회장
- 고성군 문화원 봉사단 감사
- 한국자유총연맹 고성읍 청년회 회원
- 고성군 자원봉사협의회 회원
- 대성초등학교 운영위원회 부위원장
- 고성군 축구협회 이사
- 고성군 배구협회 이사
- 고성요양병원 이사
- 2021.04 ~ 2022.06 제11대 경상남도의회 의원
  - 2021.04 ~ 2022.06 제11대 경상남도의회 후반기 문화복지위원회 위원
- 2022.07 ~ 제12대 경상남도의회 의원
  - 2022.07 ~ 제12대 경상남도의회 전반기 의회운영위원회 위원
  - 2022.07 ~ 제12대 경상남도의회 전반기 농해양수산위원회 부위원장
  - 2022.07 ~ 제12대 경상남도의회 전반기 예산결산특별위원회(교육청) 위원
  - 제12대 경상남도의회 전반기 경상남도의회 조례정비 특별위원회 위원

## 역대 선거 결과
|  | 29.88% |

|  | 56.57% |

|  | 80.20% |